# Route nationale 23 (Guinée)
Pour les articles homonymes, voir Route nationale 23.
La Route nationale 23 (N23) est une route nationale en république de Guinée qui commence à Boké à la sortie de la N3 et se termine à Tiankoi à l'entrée de la N5. Elle croise la N24 à Gauoul et la N12 à Koumbia. Elle mesure 203 kilomètres de long.

## Tracé
- Boké
- Wendou M'Bour
- Koumbia
- Gaoual
- Tiankoi